# Germantown Hills
Germantown Hills – wieś w Stanach Zjednoczonych, w stanie Illinois, w hrabstwie Woodford.